# Sandusky River
Der Sandusky River ist ein Zufluss des Eriesees im Norden von Ohio (Vereinigte Staaten). Der Sandusky ist ungefähr 241 km (150 mi) lang und mündet an der Sandusky Bay in den Eriesee.

## Flussverlauf
Der Sandusky River beginnt an dem durch Quellen gespeisten Walton Lake im westlichen Richland County westlich von Ontario (Ohio) und fließt anfangs im Crawford County nach Westen durch die Ortschaften Crestline und Bucyrus. Ab dem Wyandot County fließt der Sandusky nordwärts durch das Seneca und das Sandusky County. Vor der Mündung in die Sandusky Bay werden im weiteren Verlauf des Flusses noch die Städte Upper Sandusky, Tiffin und Fremont passiert.
Im Jahr 1970 wurde der Flussverlauf zwischen Upper Sandusky und Fremont von der Regierung des Bundesstaates zum State Scenic River (Landschaftsschutzgebiet
auf Bundesstaatsebene, vgl. National Wild and Scenic River) erklärt.

## Little Sandusky River
Der Little Sandusky River („Kleiner Sandusky“) ist ein kleiner Nebenfluss des Sandusky.  Er fließt vom nördlichen Marion County nordwärts und mündet im südlichen Wyandot County in den Sandusky.

## Andere Namen
Nach dem Geographic Names Information System sind für den Sandusky River auch die folgenden Namen gebräuchlich: 
- Potake Sepe
- Riviere Blanc
- Riviere Sanduski
- San-doo-stee River